# Vernís de Pasto
El vernís de Pasto és una tècnica artesanal autòctona molt antiga i característica de la ciutat de San Juan de Pasto, al sud de Colòmbia, usada per a decorar objectes, usualment de fusta amb la resina obtinguda d'un arbust silvestre anomenat Mopa-mopa (Elaeagia pastoensis L.E. Mora), existent en els boscos andins i en la selva del Putumayo.

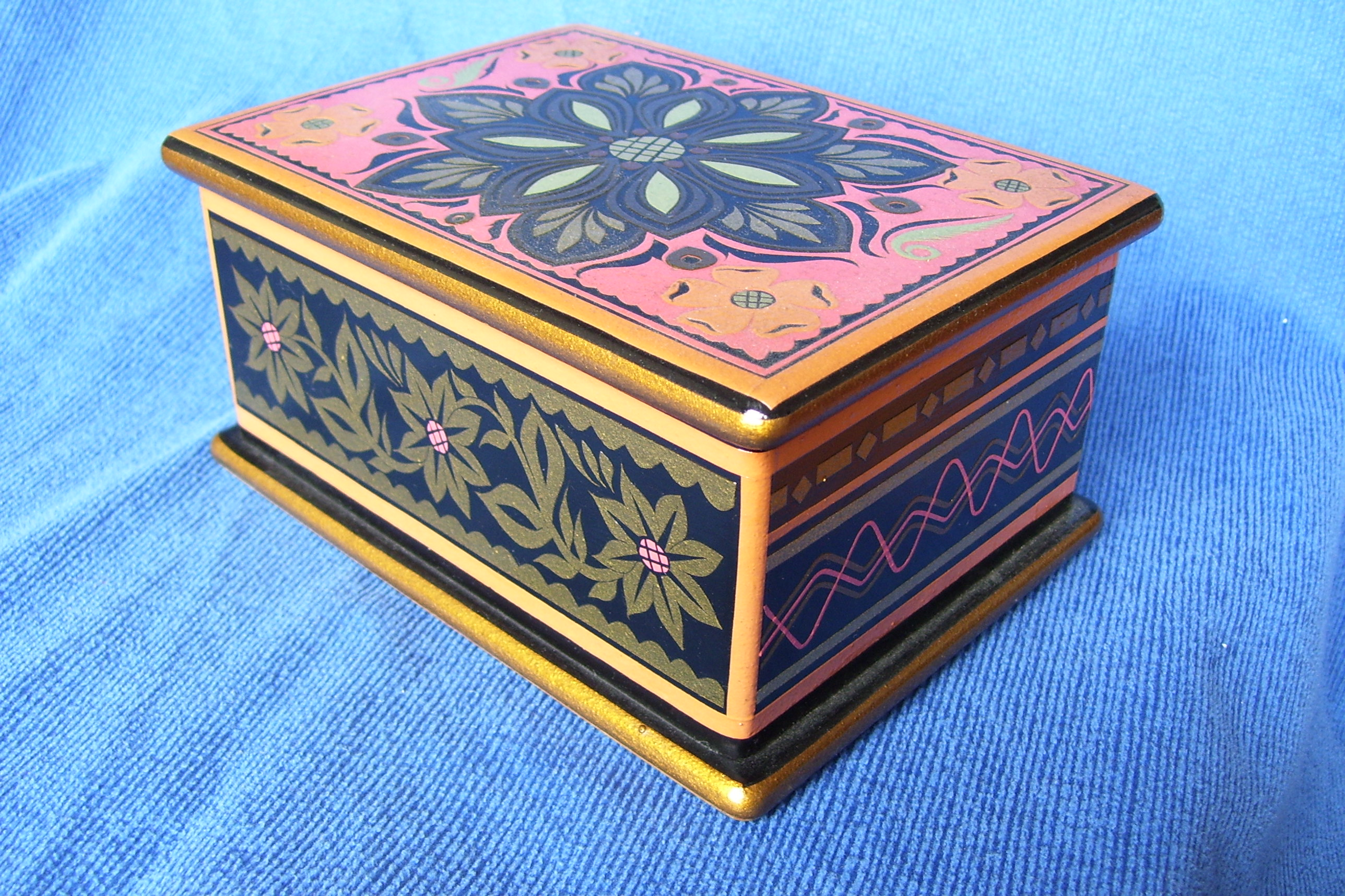
Cofre de fusta per a joies, decorat amb vernís de Pasto

## Origen
Alguns historiadors li atribueixen origen incaic, però en qualsevol cas la tècnica ja existia a l'arribada dels espanyols al territori de l'actual departament de Nariño i, més específicament, al territori dels indígenes Pasto.

## Procés

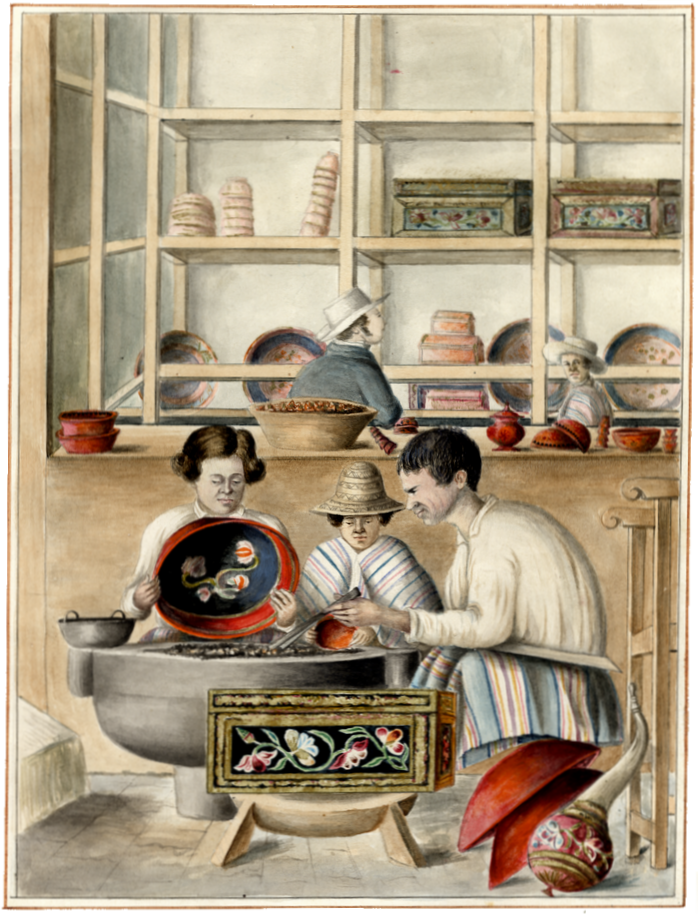
Envernissadors de Pasto, Manuel María Paz (aquarel·la de 1853)

Les fulles i fruits de l'arbust són macerats, cuinats i molts; la resina així obtinguda és molta, mastegada o pastada, buscant la millor mal·leabilitat; finalment, és acolorida i l'artesà continua estenent-la amb ajuda de les seves dents i mans per formar la prima pel·lícula que adhereix a l'objecte que vol decorar, usualment de fusta, per després retallar-la amb un instrument tallant, donant-li formes i dissenys diversos. Una variació més refinada i costosa és l'ús combinat de la pel·lícula de resina transparent amb làmines d'or o plata i estany.
El procediment no és pròpiament la simple aplicació d'un vernís com a acabat de realç, puix al final, en la fase decorativa, demana de l'executant gran precisió i habilitat i un error o tall excessiu és gairebé impossible de corregir, sobretot quan s'usen diverses capes i colors.
Com tota tècnica artesana ancestral, els seus secrets s'han transmès de pares a fills i els dissenys i colors en les diferents èpoques han reflectit la moda imperant o en voga. En els últims anys, algunes institucions com la Universitat de Nariño i Artesanies de Colòmbia han intervingut per a la conservació de la tècnica i el seu desenvolupament principalment a partir del disseny i l'aplicació decorativa.
La tècnica és practicada per diversos artesans a la ciutat de Sant Joan de Pasto, com Gilberto Granja, Jesús Ceballos i José María Obando entre d'altres, qui s'encarreguen de mantenir l'ofici i la tècnica vigents per transmetre-la a les següents generacions que, aplicant innovacions en el disseny, la mantenen vigent.

## Usos
Generalment, el vernís de Pasto es fa servir per a decorar utensilis i objectes de fusta tallada utilitaris o decoratius, com safates, plats, bols, cofres, bomboneres i àmfores. En menor freqüència, també s'ha usat per a decorar mobles com barguenyos i baguls. En els últims anys, el mestre Eduardo Muñoz Lora també aplica la tècnica en llenç temperat sobre bastidor per produir obres pictòriques originals amb el seu estil característic.

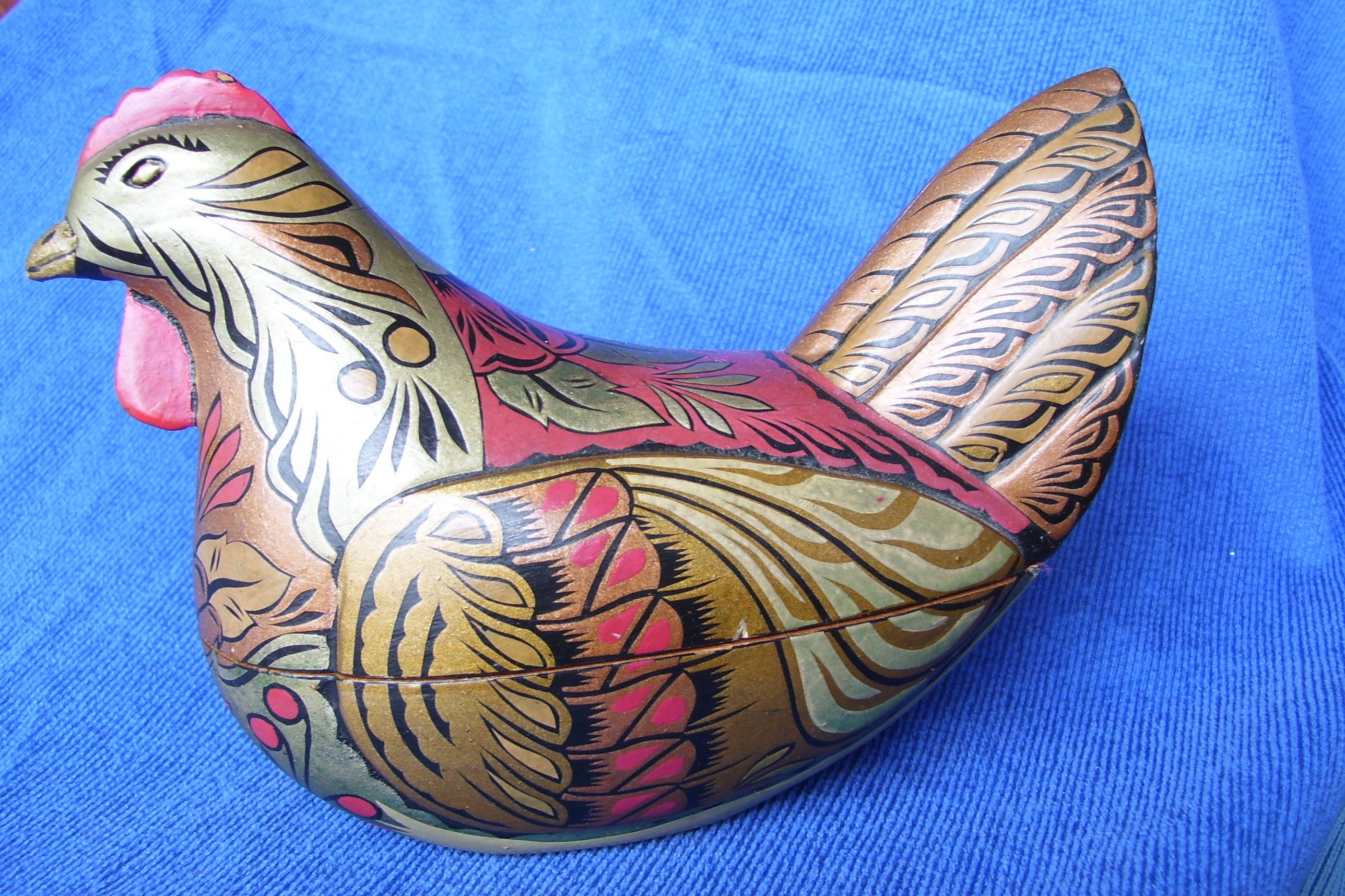
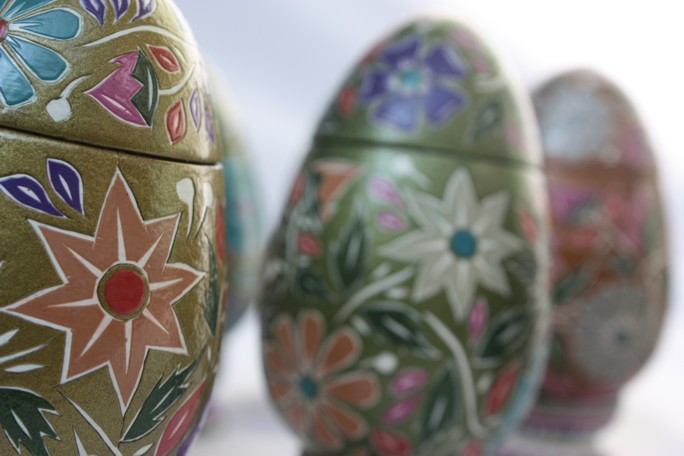
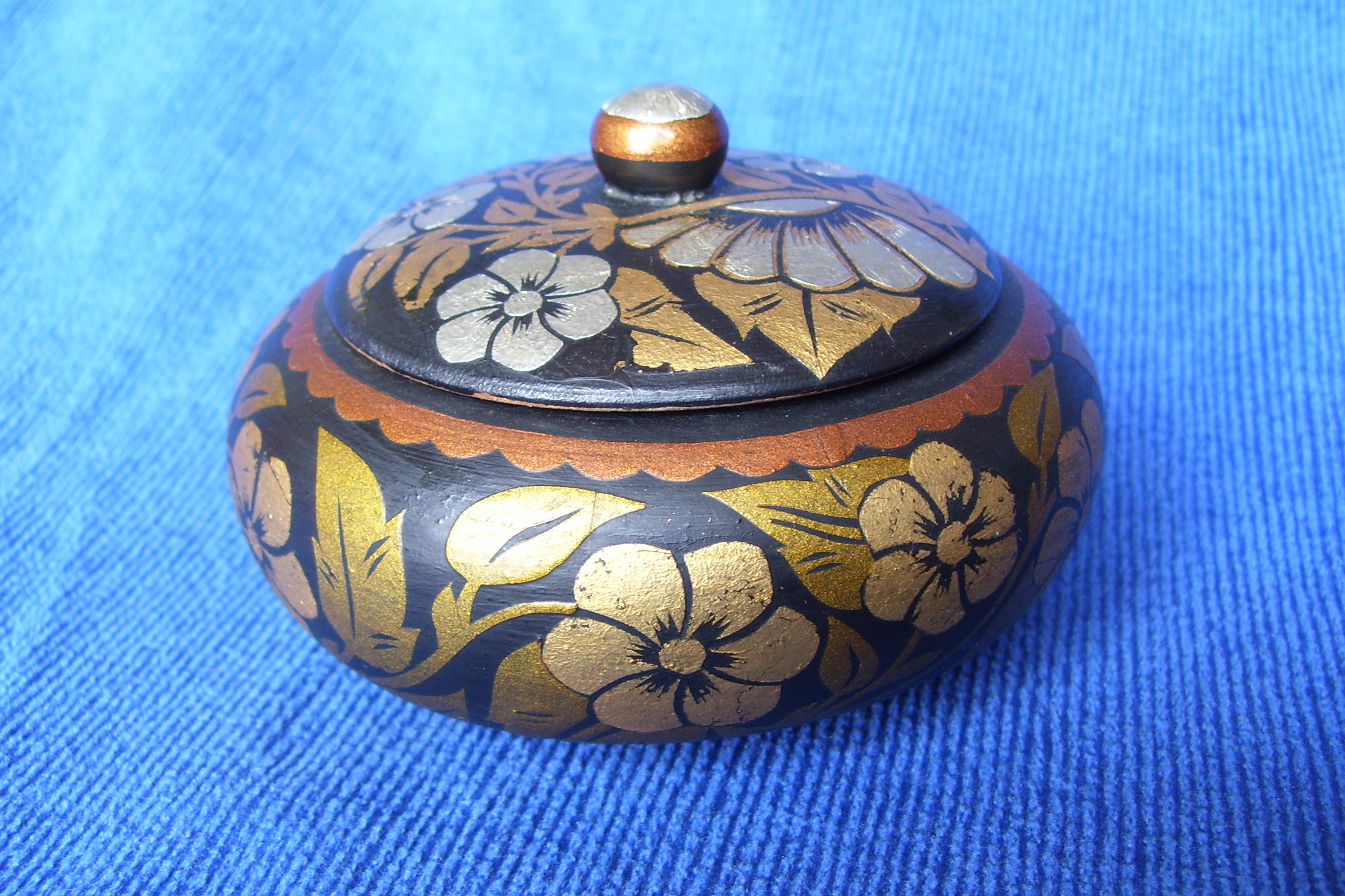
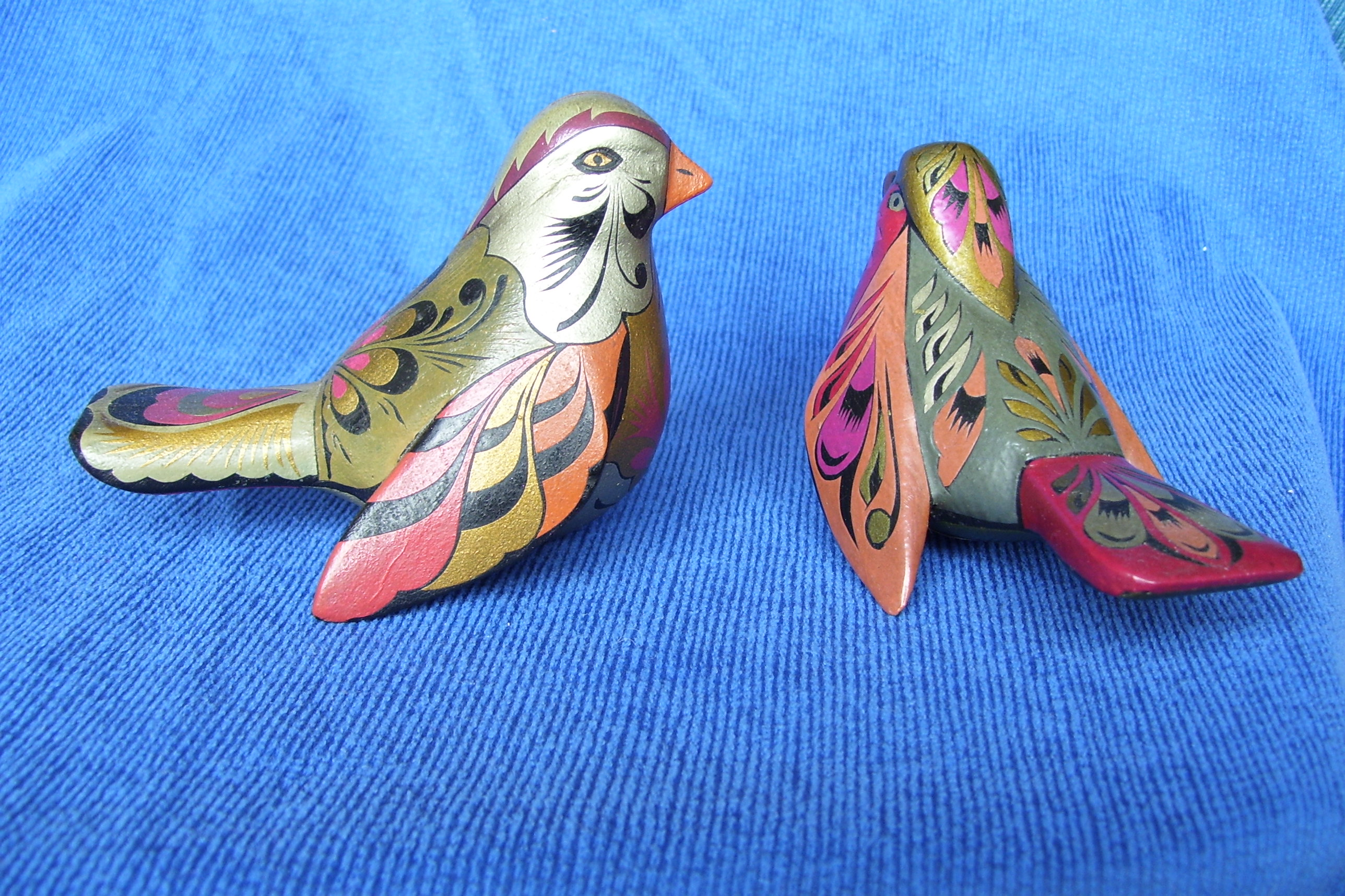
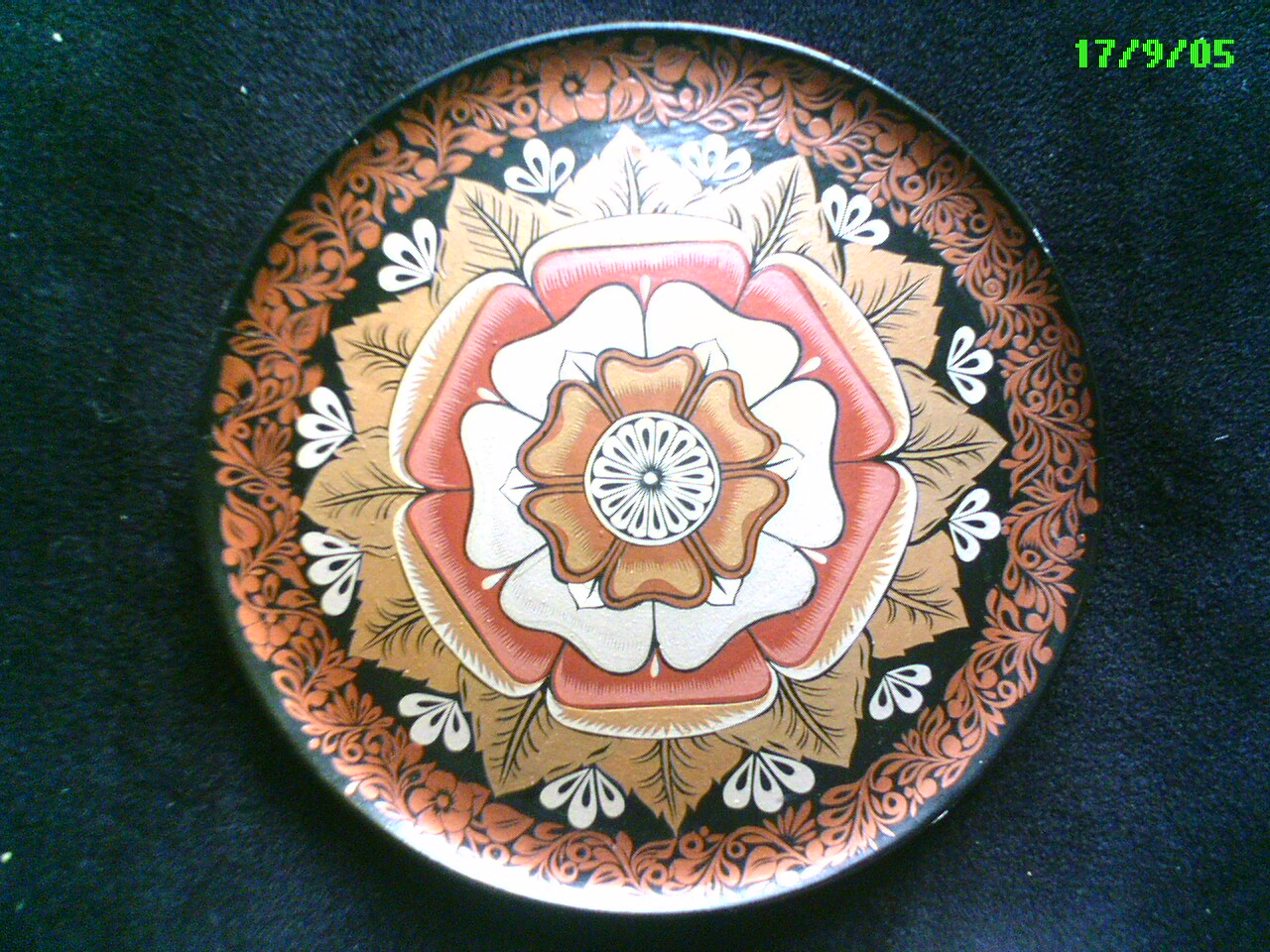